# Pflegamt Lichtenau
Koordinaten: 49° N, 11° O

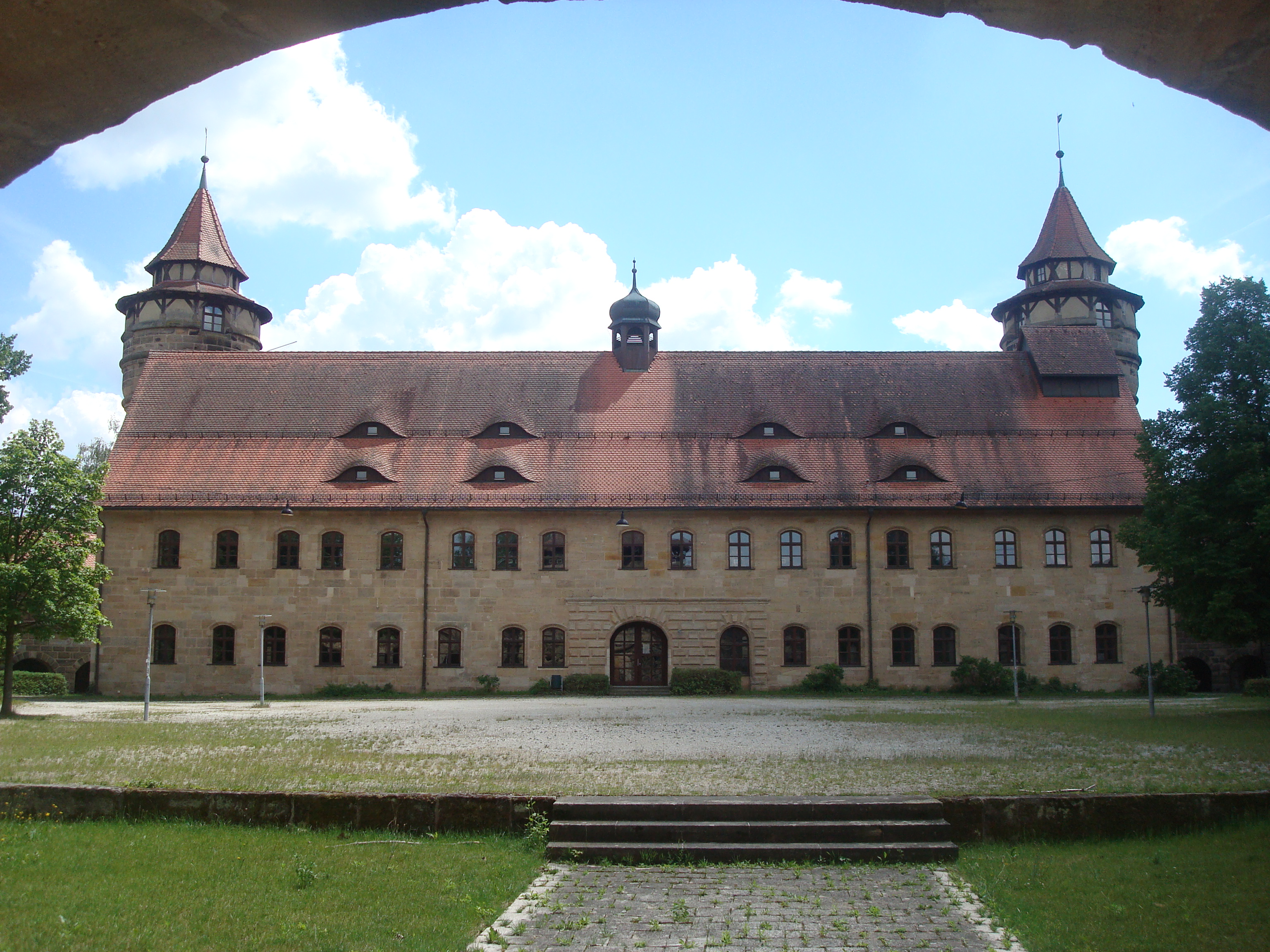
Die Festung Lichtenau, der ehemalige Verwaltungssitz des Pflegamtes Lichtenau

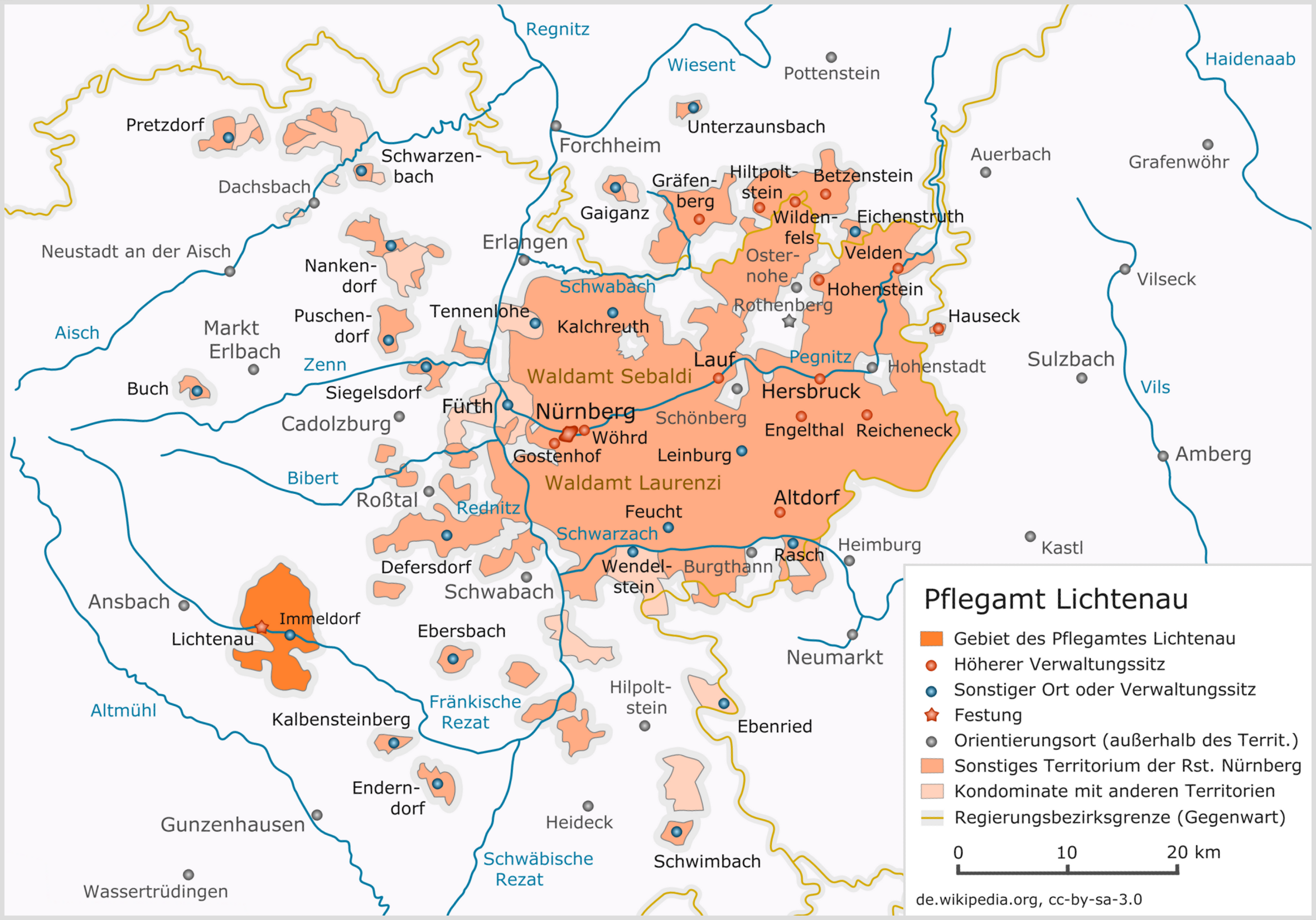
Das nürnbergische Pflegamt Lichtenau

Das Pflegamt Lichtenau war eines der zeitweise mehr als ein Dutzend Pflegämter umfassenden Gebiete, mit denen die Reichsstadt Nürnberg die Verwaltung ihres Territorialbesitzes organisiert hatte. Den Amtssitz des Pflegamtes bildete die im nordöstlichen Bereich von Lichtenau gelegene Festung Lichtenau, die damit auch namensgebend für dieses Verwaltungsgebietes war.

## Geschichte
Der ursprünglich auf einer Flussinsel der Fränkischen Rezat gelegene Ort wurde 1246 erstmals erwähnt. Die Burg und der zugehörige Markt gelangten über die staufischen Reichsvögte von Dornberg und die Herren von Heideck im Jahr 1406 durch Kauf in den Besitz der Reichsstadt Nürnberg. Der Blutbann über den Ort konnte von dem Nürnberger Bürger Wilhelm Rummel erworben werden und ging später in den Besitz des Inneren Rates der Reichsstadt über.
Für die Markgrafen des hohenzollernschen Brandenburg-Ansbach stellte das Pflegamt Lichtenau – vor allem aber die im nördlichen Teil des Ortes gelegene Festungsanlage des Ortes – ein fortwährendes Ärgernis dar. Denn mit der unweit ihrer eigenen Residenzstadt Ansbach gelegenen Lage bildete sie für diese nicht nur eine erhebliche strategische Bedrohung, sondern darüber hinaus auch noch eine direkte militärische Gefahr. Die brandenburgisch-ansbachischen Markgrafen stellten das Recht der Reichsstadt auf den Blutbann über Lichtenau daher immer wieder in Frage. Zudem versuchten sie von Zeit zu Zeit, das Pflegamt Lichtenau durch einen Kauf zu erwerben. Alle diesbezüglichen Vorstöße wurden von der Reichsstadt allerdings stets abgewiesen.
Im Zweiten Markgrafenkrieg konnte die Burganlage zwar 1552 von ansbachisch-markgräflichen Truppen eingenommen und infolge dieser Eroberung auch zerstört werden, eine dauerhafte Inbesitznahme der Festungsstadt vermochten die ansbachischen Markgrafen allerdings nicht zu erreichen.
Nach den im Zuge des Zweiten Markgrafenkrieges erfolgten Zerstörungen veranlasste die Reichsstadt Nürnberg den Neuaufbau der Festung Lichtenau als moderne Fünfeckfestung. Die Neuerrichtung der Lichtenauer Festungsanlagen zog sich bis in das Jahr 1630 hin und war für die Reichsstadt mit erheblichen Kosten verbunden. Die wiederaufgebaute Festungsanlage war in der Folgezeit schließlich der Amtssitz des Pflegers von Lichtenau.
Gegen Ende des 18. Jahrhunderts lässt sich das Pflegamt Lichtenau folgendermaßen beschreiben:
Das Pflegamt Lichtenau der Reichsstadt Nürnberg hatte die Landesherrschaft im vollen Umfang (Hochgericht, Niedergericht außerhalb des Etters, Kirchenhoheit, Steuerhoheit, Dorf- und Gemeindeherrschaft u. a.) über folgende Orte: Ballmannshof, Fischbach, Herpersdorf, Immeldorf, Malmersdorf, Milmersdorf, Rutzendorf, Sachsen bei Ansbach, Stritthof, Volkersdorf, Waltendorf, Weickershof, Zandt, Zandtmühle. Die Landesherrschaft außer der Dorf- und Gemeindeherrschaft (DGH) hatte das Pflegamt über folgende Orte: Boxbrunn (DGH: Stiftsamt Ansbach), Büschelbach (ohne DGH), Gotzendorf mit Erlenmühle und Gotzenmühle (DGH: Stadtvogteiamt Eschenbach), Langenlohe (DGH: Rittergut Frohnhof), Rückersdorf (ohne DGH), Unterrottmannsdorf, Wattenbach (DGH: Klosterverwalteramt Heilsbronn).
Das Pflegamt Lichtenau hatte in folgenden Orten Grundherrschaften (in Klammern ist die Zahl der Anwesen angegeben):
- Unmittelbar: Büschelbach (1), Fischbach (1), Herpersdorf (1), Immeldorf (2), Külbingen (1), Lichtenau (45), Malmersdorf (7), Retzendorf (1), Sachsen bei Ansbach (3), Stritthof (1), Unterrottmannsdorf (1), Volkersdorf (6), Weickershof (2), Wöltendorf (2).
- Mittelbar: Frühmeßstiftung Immeldorf: Neukirchen (3), Zandt (1); Kirche Immeldorf: Immeldorf (2), Langenloh (1); Landesalmosenamt Nürnberg: Fischbach (3), Herpersdorf (6), Immeldorf (21), Volkersdorf (9), Zandt (6); Spital- und Katharinenklosteramt: Fischbach (2), Immeldorf (2), Volkersdorf (1); St. Klara-Klosteramt Nürnberg: Kirschendorf (1), Volkersdorf (2).

In den meisten Orten übten auch Fremdherren die Grundherrschaft über einzelne Anwesen aus.
Bis zum Ende der Reichsstadt Nürnberg teilte das Pflegamt Nürnberg das Schicksal dieses Territoriums und gelangte erst 1806 zusammen mit der Reichsstadt zwangsweise in den Besitz des Königreichs Bayern. Das Pflegamt Lichtenau ging in das neu gebildete Landgericht Heilsbronn auf.